# Тау6 Ерідана
Taу6 Ерідана, латинізоване від τ6 Ерідана, — одна  зірка в екваторіальному сузір'ї Ерідан, розташована поблизу межі сузір'я Печі. Вона має жовто-білий відтінок із видимою візуальною величиною 4,22, що є достатньо яскравим, щоб його можна було побачити неозброєним оком. Виходячи з вимірювань паралакса, відстань до цієї зірки становить приблизно 57,5 світлових років.  Вона дрейфує далі з радіальною швидкістю +8 км/с. 
Спектр Тау6 Ерідана відповідає зоряній класифікації F5IV-V  що вказує на те, що це зірка F-типу, яка демонструє риси як зірки головної послідовності, так і субгіганта. За оцінками, він має 135%  маси Сонця і приблизно в 1,8 раза більше радіуса Сонця.  Зірка випромінює в 5,5  разів більше світності Сонця при ефективній температурі 6508 K, і не виявляє жодної поверхневої магнітної активності. Зірку досліджували на наявність надлишкового інфрачервоного випромінювання, яке могло б вказувати на наявність навколозоряної матерії, але жодного виявлено не було. 